# HD 9228
HD 9228，又名CD-26 502，SAO 167093、HR 436，是一颗恒星，视星等为5.93，位于銀經209.1，銀緯-81.25，其B1900.0坐标为赤經1h 25m 40.1s，赤緯-26° -81.25′ 27″。